# Bluzka

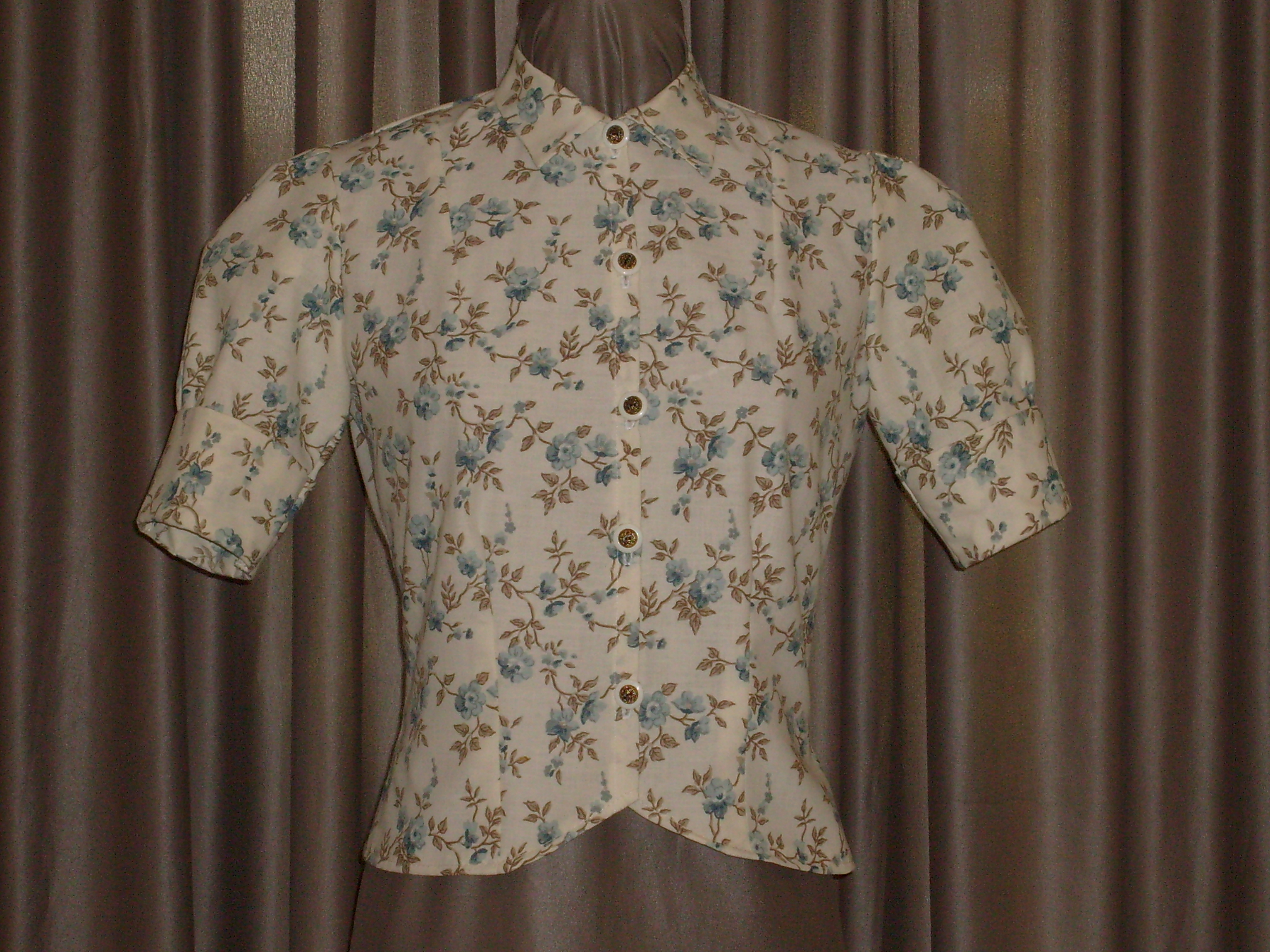
Bluzka w kwiaty

Bluzka – górna część damskiej garderoby wierzchniej, która wywodzi się z męskiej koszuli. Używana w stroju ludowym od XVIII wieku. W XIX wieku zaczęła być noszona ze spódnicą, a później także z kostiumem.